# Conseil départemental de la Lozère
Le conseil départemental de la Lozère est l'assemblée délibérante du département français de la Lozère, collectivité territoriale décentralisée. Son siège se trouve à Mende.

## Présidence
Le président du conseil départemental de la Lozère est Laurent Suau (Renaissance) depuis 2024.

### Liste des présidents
- 1800 (an VIII) : Louis-Michel Rozière-Lachassagne
- 1800 - 1801 (an IX) : Dominique-Marie Eimar de Jabrun
- 1801 - 1802 (an X) : Jean Renouard
- 1802 - 1803 (an XI) : François-Sylvestre Paradan
- 1803 - 1804 (an XII) : Etienne Augustin Laporte-Belviala
- 1804 - 1805 (an XIII) : Charles-Gabriel Dupont de Ligonnès
- 1806 : Jean-Baptiste Forestier-Crouzet
- 1807 : Jean Renouard

Pour les années 1808 et 1809 il n'y a pas de président, faute d'élections en 1808 et de quorum en 1809
- 1810 : Jean-Paul-Joseph Delatreille
- 1811 : Jean-Louis d'Agulhac de Soulages
- 1812 - 1818 : Jean-Paul-Joseph Delatreille
- 1819 - 1821 : Louis Bertrand Pierre Brun de Villeret
- 1822 : Pierre André
- 1823 : Louis Bertrand Pierre Brun de Villeret
- 1824 : Pierre André
- 1825 : René de Bernis
- 1826 : Louis Bertrand Pierre Brun de Villeret
- 1827 : René de Bernis
- 1828 - 1835 : Louis Bertrand Pierre Brun de Villeret
- 1836 - 1837 : Bruno Rivière de Larque
- 1838 - 1842 : Louis Bertrand Pierre Brun de Villeret
- 1843 - 1847 : Bruno Rivière de Larque
- 1848 - 1851 : Pierre-Hyacinthe-Gabriel Guyot
- 1852 - 1860 : Fortuné Renouard
- 1861 - 1862 : Odilon Monteil-Charpal
- 1863 - 1870 : Camille Teissonnière
- 1871 - 1873 : Aldebert de Chambrun
- 1873 - 1874 : Théophile Roussel
- 1874 - 1883 : Anatole de Colombet
- 1883 - 1903 : Théophile Roussel
- 1904 - 1910 : Jean Monestier
- 1910 - 1922 : Emmanuel de Las Cases
- 1922 - 1929 : Joseph Bonnet de Paillerets
- 1930 - 1934 : Louis de Longeviale
- 1934 - 1937 : Jules Laget
- 1937 - 1937 : Louis Bringer
- 1938 - 1940 : Philippe de Las Cases
- 1942 - 1944 : Ernest de Framond

| Période                            | Période                      | Identité                     | Étiquette                    | Étiquette                    | Canton d'élection            | Canton d'élection |
| Président du conseil général       | Président du conseil général | Président du conseil général | Président du conseil général | Président du conseil général | Président du conseil général |                   |
| ---------------------------------- | ---------------------------- | ---------------------------- | ---------------------------- | ---------------------------- | ---------------------------- | ----------------- |
| 1945                               | 1953                         | Jean Roujon                  |                              | DVD                          | Marvejols                    |                   |
| 1953                               | 1954                         | Cyprien Alméras              |                              | DVD                          | Villefort                    |                   |
| 1955                               | 1967                         | Jean Remize                  |                              | Centre gauche                | Nasbinals                    |                   |
| 1967                               | 1974                         | Jules Roujon                 |                              | RI                           | Marvejols                    |                   |
| 1974                               | 1979                         | Marceau Crespin              |                              | DVD puis RPR                 | Langogne                     |                   |
| 1979                               | 1981                         | Adrien Durand                |                              | UDF (CDS)                    | Châteauneuf-de-Randon        |                   |
| 1981                               | 1985                         | Joseph Caupert               |                              | UDF (PR)                     | Le Bleymard                  |                   |
| 1985                               | 1994                         | Janine Bardou                |                              | UDF (PR)                     | Chanac                       |                   |
| 1994                               | 1998                         | François Brager              |                              | UDF (CDS)                    | Mende-Sud                    |                   |
| 1998                               | 2004                         | Jean-Paul Pottier            |                              | DL puis UMP                  | Meyrueis                     |                   |
| 2004                               | 2015                         | Jean-Paul Pourquier          |                              | UMP                          | Le Massegros                 |                   |
| Président du conseil départemental |                              |                              |                              |                              |                              |                   |
| 2015                               | 2024                         | Sophie Pantel                |                              | PS                           | Saint-Étienne-du-Valdonnez   |                   |
| 2024                               | En cours                     | Laurent Suau                 |                              | FP                           | Mende-1                      |                   |

## Les vice-présidents
À la suite de l'élection d'un nouveau président, les vice-présidents sont les suivants :
- Jean-Paul Pourquier 1er vice-président
- Patricia Brémond 2e vice-présidente
- Denis Bertrand 3e vice-président
- Christine Hugon 4e vice-présidente
- Francis Gibert 5e vice-président
- Françoise Amarger-Brajon 6e vice-présidente
- Patrice Saint-Léger 7e vice-président

## Les conseillers départementaux
Le conseil départemental de la Lozère comprend 26 conseillers départementaux issus des 13 cantons de la Lozère.

Composition du conseil départemental de la Lozère

| Président du Conseil départemental   |       |       |      |                         |
| Laurent Suau                         |       |       |      |                         |
| Parti                                | Sigle | Sigle | Élus | Groupes                 |
| Majorité (16 sièges)                 |       |       |      |                         |
| Divers gauche                        |       | DVG   | 4    | Avenir Lozère           |
| Parti socialiste                     |       | PS    | 2    | Avenir Lozère           |
| Divers centre                        |       | DVC   | 2    | Avenir Lozère           |
| Parti communiste français            |       | PCF   | 1    | Avenir Lozère           |
| Europe Écologie Les Verts            |       | EÉLV  | 1    | Avenir Lozère           |
| Mouvement radical                    |       | MR    | 1    | Avenir Lozère           |
| Parti socialiste                     |       | PS    | 3    | Ambition Lozère         |
| Divers gauche                        |       | DVG   | 1    | Ambition Lozère         |
| Mouvement démocrate                  |       | MoDem | 1    | Ambition Lozère         |
| Opposition (10 sièges)               |       |       |      |                         |
| Les Républicains                     |       | LR    | 5    | Ensemble pour la Lozère |
| Divers droite                        |       | DVD   | 4    | Ensemble pour la Lozère |
| Union des démocrates et indépendants |       | UDI   | 1    | Ensemble pour la Lozère |

## Hôtel du département

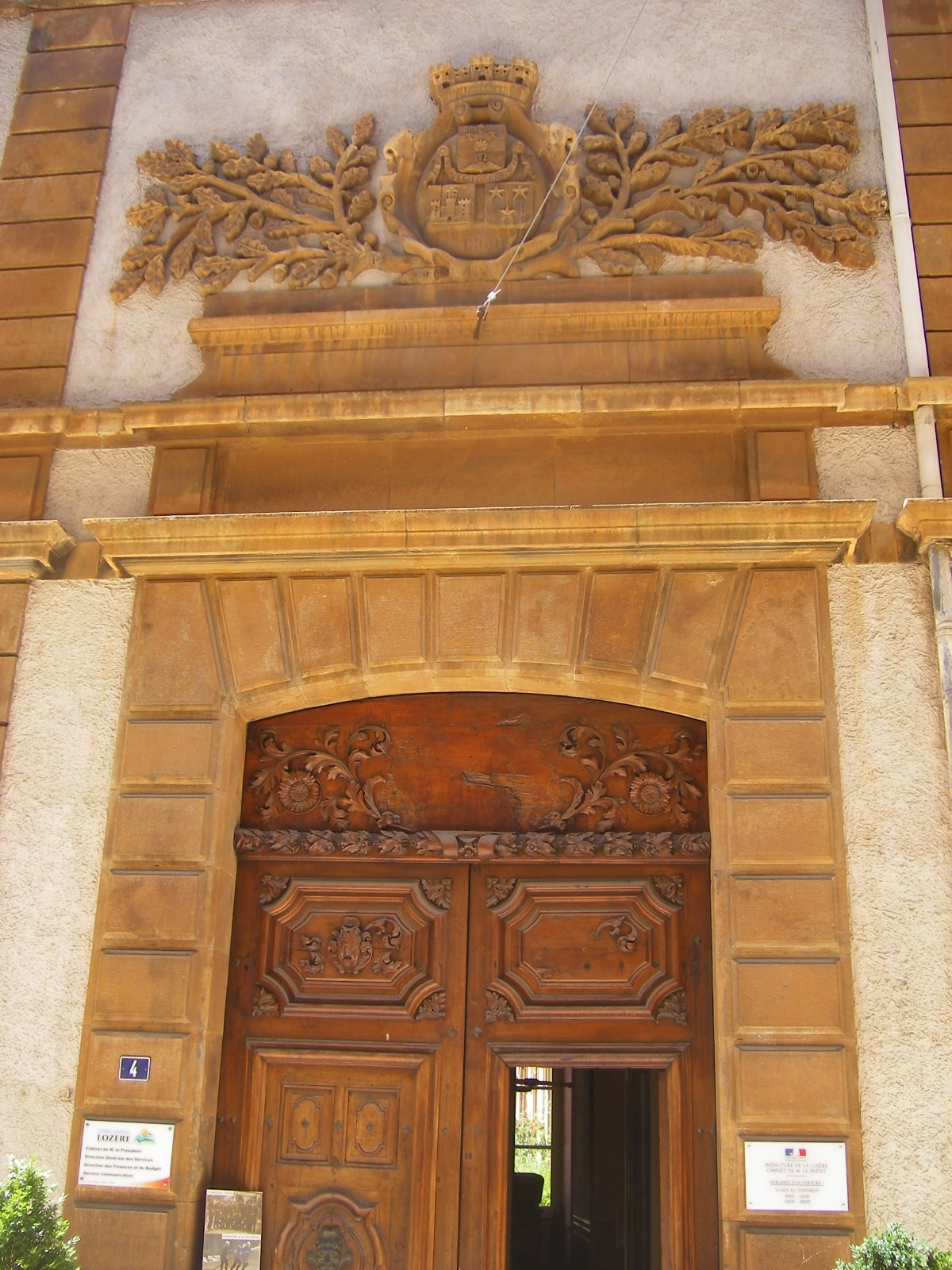
Porte de l'hôtel du département

L'hôtel du département, centre névralgique des services du conseil départemental, se trouve rue de la Rovère à Mende. Ce bâtiment, ancien palais épiscopal, est partagé par le conseil départemental avec une partie de la préfecture. Le palais a été victime d'un immense incendie à la fin du XIXe siècle. La porte est un des derniers vestiges de l'ancien bâtiment. Sur son fronton, on retrouve les armes de Marvejols, Mende et Florac, capitales des trois arrondissements de la Lozère juste après la Révolution française.

## Budget
Le conseil général de la Lozère a en 2007 un budget de 112 millions d'euros.

## Identité visuelle

Logo actuel du conseil départemental de Lozère depuis 2010
Ancien logo jusqu'à 2010